# 화영 (수호전)

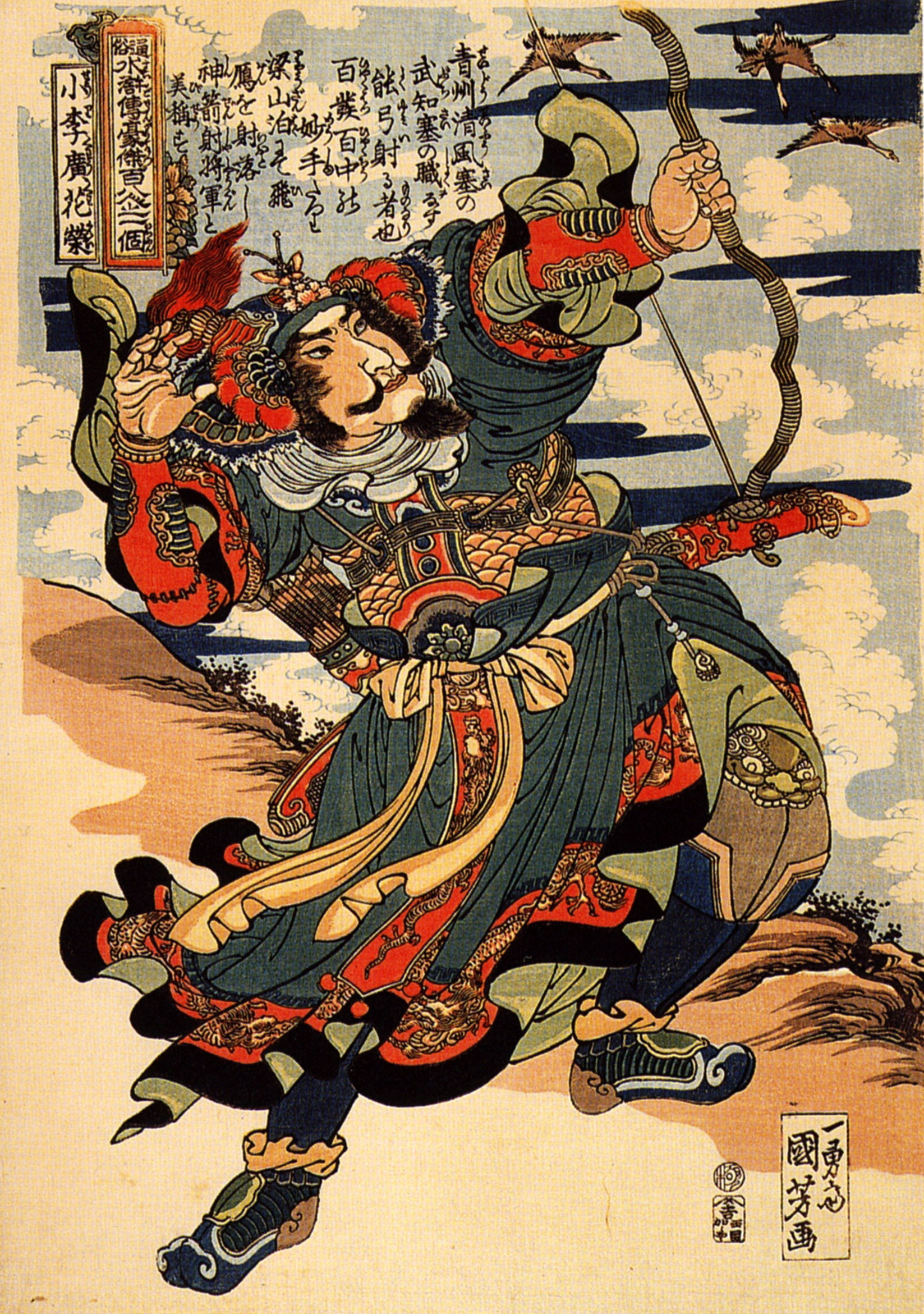
우타가와 구니요시가 그린 화영 우키요에

화영(중국어 정체자: 花榮 화룽[*])은 중국의 사대기서 중 하나인 《수호전》에 등장하는 인물로, 108성 중 9위이자 천강성(天罡星)의 천영성(天英星)에 해당한다. 늘씬한 몸을 가진 미남자로, 한나라의 명궁(名弓) 이광(李廣)과 비견될 정도의 궁술(弓術) 솜씨를 지녔다 하여 소이광(小李廣)이라는 별호로 불린다. 날아가는 기러기의 머리를 맞출 정도의 명궁이며, 신전장군(神箭將軍)이라고 불릴 정도로 궁술에서는 양산박(梁山泊) 제일의 실력을 자랑해 전투시에는 주로 엄호 및 지원을 맡는다. 이외에도 은창수(銀槍手)라고 불릴 정도의 창술(槍術) 실력과 《사서오경》에 통달하여 양산박 인물들 중 유일하게 무패의 전적을 자랑하며, 여동생은 진명(秦明)의 부인이다.

## 생애
본래는 청주(靑州) 청풍채(淸風寨)의 장관(長官)이며, 주변의 산적들로부터 요새를 보호하고 있었다. 하지만 유고(劉高)가 조정의 고관에게 뇌물을 바치고 청풍채의 장관이 된 뒤 화영은 부장관(副長官)으로 내려갔으며, 이후 유고가 백성들로부터 가혹한 세금 징수를 해 돈을 착취하자 서로 언쟁을 하며 사이가 나빠졌다.
이후 친한 친구인 송강(宋江)이 아내 염파석(閻婆惜)을 살해한 뒤 화영을 찾아오자, 화영은 송강을 환대하고 함께 원소절(元宵節)을 구경하였다. 하지만 그 때 청풍산(淸風山)의 산적인 왕영(王英)에게 붙잡혀 있다가 송강에 의해 풀려난 유고의 아내가 유고에게 송강이 산적이라고 해 송강이 유고에게 붙잡혔으며, 이에 분노한 화영은 송강을 풀어달라고 유고에게 요청했다. 하지만 유고는 이를 거부하였고, 결국 화영은 무력으로 송강을 되찾아 도주한 뒤 추격해오는 유고를 자신의 활 솜씨로 위협해 도망가게 했다. 그 뒤 화영에게 해가 될 것 같아 떠나려는 송강을 유고가 붙잡았으며, 화영 또한 병마도감(兵馬都監)인 황신(黃信)을 시켜 붙잡아 두 사람을 청주(靑州)로 연행하려 하였다. 이후 황신이 이끄는 호송대가 청풍산을 지나가게 되자 청풍산의 산적인 연순(燕順), 왕영(王英), 정천수(鄭天壽)가 호송대를 공격해 황신을 물리치고 송강과 화영을 구출했으며, 화영은 호송대와 같이 있던 유고를 살해하고 송강과 함께 산적의 일원이 되었다. 이후 군정장관(軍政長官)인 진명(秦明)이 관군을 이끌고 공격해오자 지형을 이용해 이를 물리쳤으며, 송강 일행은 진명을 붙잡아 자신들의 동료로 삼으려고 하였지만 진명이 군인으로서의 자존심을 갖고 이를 거부하자 풀어주었다. 하지만 청주의 태수(太守)인 모용언달(慕容彦達)이 진명의 가족들을 살해하고 진명을 죽이려 하자, 진명은 다시 청풍산으로 돌아와 산적의 일원이 되었다. 이후 진명의 설득으로 황신 또한 청풍산 산적의 일원이 되었고, 송강 일행은 화영의 가족들을 구출하고자 청풍채를 습격하였다. 그 뒤 동경(東京) 개봉부에서 토벌대가 올 것을 우려해 송강은 청풍산의 산적들을 이끌고 양산박(梁山泊)으로 향했으며, 도중에 개인적인 사정으로 송강이 제외된 채 나머지 일행들은 양산박의 일원이 되었다.
이후 송강이 관에 자수해 강주(江州)로 유배된 뒤 처형될 위기에 처하자, 화영은 다른 양산박 산적들과 함께 유배지로 가 송강을 구출했다. 그 뒤 축가장(祝家莊)과의 전투에서 적의 복병이 하늘로 쏘아올린 신호를 쏘아 격추하거나 고전하는 아군들을 엄호 및 지원하며 활약했으며, 이후 송강의 부장으로서 활약하였다.
108성 집결 이후에는 팔호기(八虎騎) 겸 선봉사(先鋒使)의 필두를 맡았으며, 조정에서 황제(皇帝)의 초안(招安)을 갖고 온 사자(使者)가 무례한 태도를 보이자 이에 분노해 사자를 사살하였다. 이후 전호(田虎)와의 전투에서 적장 3명을 연달아 사살했으며, 방랍(方臘)의 난을 진압하는 과정에서 등원각(鄧元覺)을 죽였다.
방랍의 난을 평정한 뒤 양산박 군이 해산한 이후에는 무절장군(武節將軍)에 천거되었으며, 응천부(應天府)의 사령관(司令官)으로 발령받아 가던 도중 송강이 독살당했다는 사실을 깨닫고는 오용(吳用)과 함께 송강의 무덤이 있는 요아와(蓼兒洼)에 가서 나무에 목을 매달아 자결했다.

## 대중 문화
영상 매체에서 화영을 연기한 배우는 다음과 같다.
- 친페이: 영화 《수호전》(1972)
- 친페이: 영화 《탕구지》(1975)
- 덩샤오광: 드라마 《수호》(1983)
- 슈칭: 드라마 《수호전》(1998)
- 천하오민: 영화 《소이광화영》(2008)
- 장디: 드라마  《수호전》(2011)